# Zalužani
Zalužani (szerbül: Залужани), falu Banja Luka községben, Bosznia-Hercegovinában, Bosanska krajina területén, a Szerb Köztársaságban.

## Fekvése
Bosznia-Hercegovina északi részén, Banja Lukától légvonalban és közúton 6 km-re északra, az Orbász bal partján, 140-180 méteres magasságban fekszik. Áthalad rajta a Banja Luka - Gradiška út, valamint a Banja Luka és Prijedor közötti vasút.

## Népessége
| Nemzetiségi csoport | Népesség 1991 | Népesség 2013 |
| ------------------- | ------------- | ------------- |
| Szerb               | 17            | 598           |
| Bosnyák             | 1             | 0             |
| Horvát              | 583           | 42            |
| Jugoszláv           | 10            | 1             |
| Egyéb               | 15            | 17            |
| Összesen            | 561           | 637           |

## Története
A Zalužani név a lug (liget) szóból származik, amely után ez volt a falu volt található, tulajdonképpeni értelme „liget mellett lakók”. A régi török uralom idején a falu a maitól eltérő helyen feküdt, és a mai falu helyén nem voltak házak. Történelmi források említik, hogy a városba vezető út mentén Trn és Derviši települések voltak. Közöttük voltak lakatlan rétek. Zalužani messze volt az Orbásztól, a szórványosan található dombok és a síkság találkozásánál terült el. A házak a Koritovac - Podosojnica szakaszon helyezkedtek el. Zalužani települést a rendelkezésre álló forrásokból következtetve a 18. század elején említik először. Korábban valószínűleg Dragočaj része volt, hiszen házai akkor a Dragočaj-patak völgyének szélén álltak. Zalužani falut Mate Delivić püspök 1737-ből származó egyházlátogatási feljegyzése 40 katolikus családdal és 530 hívővel említi. Hét évvel később azonban már csak 14 háztartást említenek itt 110 hívővel. A lakosság csökkenése velószínűleg az 1737-es Banja Luka-i osztrák-török összecsapás következtében történt. Érdemes még megemlíteni az első vasútvonal megnyitását Boszniában 1873-ban Dobrljin és Banja Luka között, melynek a végállomása nem a városban, hanem Zalužaniban volt.
Az oszmán uralom idején a falu katolikus hívei az ivanjskai, majd a petričvaci plébániához tartoztak. 1882-ben a berlovci káplánság plébánia rangjára emelkedett, melynek Zalužani is a része lett. A település 1878-ig tartozott az Oszmán Birodalomhoz, ekkor a berlini kongresszus határozata alapján az Osztrák-Magyar Monarchia része lett. 1879-ben az első osztrák-magyar népszámlálás során a Banja Luka-i járáshoz tartozó településnek 14 háztartása és 100 római katolikus lakosa volt. Az osztrák-magyar uralom kezdete után a falu a síkság széléről fokozatosan költözött át a mai helyére, az út mellé. Itt épültek meg a szükséges intézmények, kereskedelmi és vendéglátó egységek.
1910-ben a Banja Luka-i járáshoz tartozó településen 27 háztartást, 185 római katolikus, 5 ortodox és 3 muszlim lakost találtak. A monarchia szétesésével 1918-ban előbb a Szerb-Horvát-Szlovén Királyság, majd 1929-től a Jugoszláv Királyság része. Jugoszlávia megszállása után a Független Horvát Állam (NDH) része lett. 1945-től a szocialista Jugoszlávia része volt. A szocialista Jugoszláviában államosítással, urbanizációval és földvásárlással jelentős számban telepedtek le itt ortodox keresztények, akik - helyi katolikusokkal keveredve - Zalužani alsó részén éltek.
A boszniai háború végén majdnem az összes katolikus horvátot elüldözték, így 2013-ban már csak 42-en voltak. A daytoni békeszerződést követő területfelosztásnál Banja Luka község részeként a Szerb Köztársaság területéhez került. Az egykori, döntően horvát lakosságú falut ma már döntően szerb lakosság lakja, akik túlnyomórészt Bihács, Glamoč, Bosanski Grahovo és Kupres környékéről származnak, és a háború végén menekültek el ezekről a területekről.
2012. május 20-án a településen található autóversenypálya területére zuhant a banjalukai „Sveti Ilija” ejtőernyős klub sportrepülőgépe, amelynek mind az öt utasa életét vesztette. A baleset miatt a Boszniai Szerb Köztársaság kormánya 2012. május 25-ét a Boszniai Szerb Köztársaság gyásznapjává nyilvánította.
A mai Zalužani Banja Luka északnyugati külvárosába illeszkedik, területe gyorsan urbanizálódik, és fokozatosan beleolvad a városképbe.

## Nevezetességei
- A Legszentebb Istenanya Szent Lepele tiszteletére szentelt pravoszláv templomát 2004-ben szentelték fel. A templom a trni parókiához tartozik.